# Список переименованных населённых пунктов Ставропольского края

## 1-9
- 1-е отделение совхоза «Большевитская Искра» — Целинный
- 1-е отделение откормсовхоза «Георгиевский» — Балковский
- 1-е отделение совхоза «Грачевский» — Верхняя Кугульта
- 1-е отделение совхоза «Ульяновский» — Крутоярский
- 1-я ферма совхоза «Большевик» — Верхнетахтинский
- 1-я ферма совхоза «Советское Руно» — Двуречный
- 1-я ферма совхоза «Терский» — Кудрявый
- 1-я ферма совхоза «Янкульский» — Нижний Янкуль
- 2-я ферма совхоза «Айгурский» — Хлебный
- 2-е отделение откормсовхоза «Георгиевский» — Роговой
- 2-е отделение совхоза «Айгурский» — Довсун
- 2-е отделение совхоза «Грачевский» — Ямки
- 2-е отделение совхоза «Каменнобалковский» — Каменка
- 2-е отделение совхоза «Ставропольский» — Молочный
- 2-е отделение совхоза «Ульяновский» — Падинский
- 2-я ферма совхоза «Большевитская Искра» — Тихий
- 2-я ферма совхоза «Ипатовский» — Горлинка
- 2-я ферма совхоза «Советское Руно» — Калаусский
- 2-я ферма совхоза «Янкульский» — Верхний Янкуль
- 3-е отделение совхоза «Изобильненский» — Новоизобильный
- 3-е отделение совхоза «Ставропольский» — Видный
- 3-е отделение совхоза «Терский» — Луговой
- 3-я ферма совхоза «Большевистская Искра» — Прогресс
- 3-я ферма совхоза «Советское Руно» — Донцово
- 3-я ферма совхоза «Янкульский» — Овражный
- 4-е отделение совхоза «Дружба» — Левоегорлыкский
- 4-я ферма совхоза «Большевик» — Залесный

## А-Б
- Александровское лесничество — Лесная Поляна
- Александрталь — Нагорный
- Аллмяэ — Подгорное
- Байчара — Родниковское
- Белоусовский — Розовка
- Блюменфельд — Имени Тельмана
- Большевистская Искра — Искра
- Богомолов — Красная Звезда — Богомолов
- Богословское — Балахоновское
- Борец — Восточный
- Бурцевка — Донская Балка

## В-Г
- Вайценфельд — Трудовое
- Валдгейм — Колтуновский
- Верхнекурунтинское — Петропавловское
- Вольдемфюрст — Великокняжеское — Ольгинское — Кочубеевское
- Воровская Балка - Подлесное
- Воронцово-Александровское — Советское — Зеленокумск
- Гартенфельд — Садовый
- Гокинаев — Балтрабочий — Балтийский
- Госпитальная слободка — Красная слободка — Краснокумское
- Госптицефабрика — Нижнезольский
- Государственная — Советская
- Графский — Новотерский
- Громки — Левокумское

## Д-И
- Дворцовка — Ленинский — Дворцовское
- Десятое — Николо-Александровское
- Джелал — Махач-Аул
- Добровольно-Васильевское — Добровольное
- Дом Чабана — Малостепновский
- Дудаковское — Новоалександровское
- Дьячковский — Степной
- Зурмата — Ленинский
- имени Тельмана — Санамер
- имени Сталина — Весёлый
- Иоганесдорф — Молочный
- имени Воровского — 1-я ферма совхоза «Айгурский» — Водный

## К
- Кавказский Усвят — Бургун-Маджары
- Казбек — Всадник
- Казгулакский — Берёзовский
- Калининталь — Сухая Падина — отд. № 2 свх. Знамя Труда — Сухая Падина
- Карабаглы — Святого Креста — Будённовск — Прикумск — Будённовск
- Карамык — Обильное
- Карантинная — Суворовская
- Карлсфельд — Весёлый — Зелёная Роща
- Каррас — Иноземцево
- Касаево — Новозаведенное
- Касаи — Первомайский
- Кистинское — Манычское
- Княжий Дар — Дунаевка
- Конзавод № 170 — Средний
- Кубурла — Предтеченское — Книгино — Октябрьское

## Л-М
- Люксембург — ОТФ Правобережное
- Магна — Глубокий
- Мамайский — Надежда
- Мангит Русский — Кара-Тюбе
- Маслов Кут — Стародубское
- Мариенбрунн — Марьины Колодцы
- Марксштадт — Горьковский
- Мартынсфельд — Мартыновка
- Марьевский — Фазанный
- Марьяновская — Терский
- Медведское — Гофицкое
- Медвежье — Евдокимовское — Молотовское — Красногвардейское
- Мирзоевых — Гражданское
- Мирполь — Добровольное
- Митрофановское — Апанасенковское
- Михайловское — Шпаковское — Михайловск
- Моргенталь — Утренняя Долина
- Муса Аджи — Приозёрское

## Н-Р
- Намко — Чапаев
- Ней-Кана — Новоканово
- Нижнекурунтинское — Новоромановское
- Николайфельд — Николаевская Степь
- Новая Киста — Вишневый
- Ново-Крестьянский — Правокумское
- Новотроицкий гидроузел — Солнечнодольск
- Новый Джелал — Уллуби-Юрт
- Новомостинский — Заря
- Новосунженская — Сунжа
- Петровское — Светлоград
- Плодопитомник — Ореховая Роща
- Плодопитомник № 3 — Незлобненский — Приэтокский
- Подкумок — Садовая Долина
- Ребровка — Владимировка
- Рейнфельд — Садовый
- Рот-Фронт — Заветное
- Роте-Фане — Еремизов
- Рыбалкин — Водораздел

## С-Ч
- Симаковка — Добровольное
- Солдатское — Величаевское
- Солонцы — Правокумское
- Спецшкола — Малые Родники
- Ставрополь — Ворошиловск — Ставрополь
- Ставропольстрой — Тоннельный
- Стрепетово — Николо-Александровское
- Тахта (хутор) — посёлок Добровольный
- Темпельгоф — Ольгино
- Терновка — Урожайное
- Терновка — Труновское
- Трудовой поселок № 4 — Новая Жизнь
- Туркменский — Турксад
- Удельное — Томузловское
- Фриденфельд — Озёрное
- Фридрихсфельд — Золотарёвка
- Фролов Кут — Нины
- Центральная усадьба совхоза «Айгурский» — Чограйский
- Центральная усадьба совхоза «Ипатовский» — Красочный
- Центральная усадьба винсовхоза «Орловский» — Виноградный
- Центральная усадьба зерносовхоза «Ставропольский» — Ставропольский
- Центральная усадьба совхоза «Ульяновский» — Ульяновское
- Чемрек — Винодельное — Ипатово
- Чундута — Янушевка — Первомайское
- Чуреково — Георгиевская

## Ш-Я
- Шангрык — Садовое
- Шевцов — Кочубей
- Шенфельд — Северный
- Шорника — Маныч — Довсун
- Эйгенгейм — Правобережное (упразднено в 1997 году)
- Яма — Ново-Спасский — Новая Деревня
- Яман-Коцубинский — Варениковское